# Biblioteka Narodowa Portugalii
Biblioteca Nacional de Portugal (BNP) – portugalska biblioteka narodowa w Lizbonie.

## Historia
Biblioteka Narodowa Portugalii została założona 29 lutego 1796 roku na mocy przywileju królewskiego jako Real Biblioteca Pública da Corte. Powstała na bazie Biblioteki Królewskiej Rady Cenzury (port. Livraria da Real Mesa Censória) założonej w 1768 roku. Biblioteka była finansowana ze skarbca królewskiego i z prywatnych dotacji. W 1805 roku uzyskała prawo do otrzymywania kopii wszystkich pism drukowanych w portugalskich drukarniach. Prawo otrzymywania egzemplarza obowiązkowego biblioteka otrzymała w 1931 roku. W 1834 roku, w wyniku zmian elity rządzącej, zlikwidowano zakony a nazwę biblioteki zmieniono na Bibliotekę Narodową w Lizbonie i przyłączono do niej większość zbiorów bibliotecznych pochodzących z klasztorów. Z powodu tak nagłego rozszerzenia zbiorów bibliotekę na kolejne 150 lat przeniesiono do klasztoru świętego Franciszka. W 1956 rozpoczęto budowę, a w 1969 roku ukończono nową siedzibę dla Biblioteki Narodowej w dzielnicy Campo Grande, według projektu architekta Porfíria Pardala. W 1980 roku rozpoczął się proces digitalizacji zasobów biblioteki i dzięki współpracy z innymi bibliotekami w kraju utworzono bazę danych Biblioteki Narodowej – PORBASE. Na początku XXI wieku stworzono Cyfrową Bibliotekę Narodową (BND) działająca we współpracy z bibliotekami narodowymi innych państw europejskich.

## Zbiory
Zbiory Biblioteki Narodowej Portugalii opierają się głównie na zbiorach Biblioteki Królewskiej Rady Cenzury oraz bibliotek klasztornych. Zawierają ponad trzy miliony pozycji wydanych głównie w Portugalii w okresie od XVI do XXI wieku. Podzielone są na: wydawnictwa zwarte (w układzie przedmiotowym), zbiory specjalne i czasopisma (50 tys. tytułów w tym 12 tys. tytułów obecnie wydawanych czasopism w Portugalii oraz 240 tytułów zagranicznych).
Biblioteka gromadzi również dysertacje i prace naukowe portugalskich uniwersytetów, co do których ma od 1986 prawo otrzymywania w ramach egzemplarza obowiązkowego.

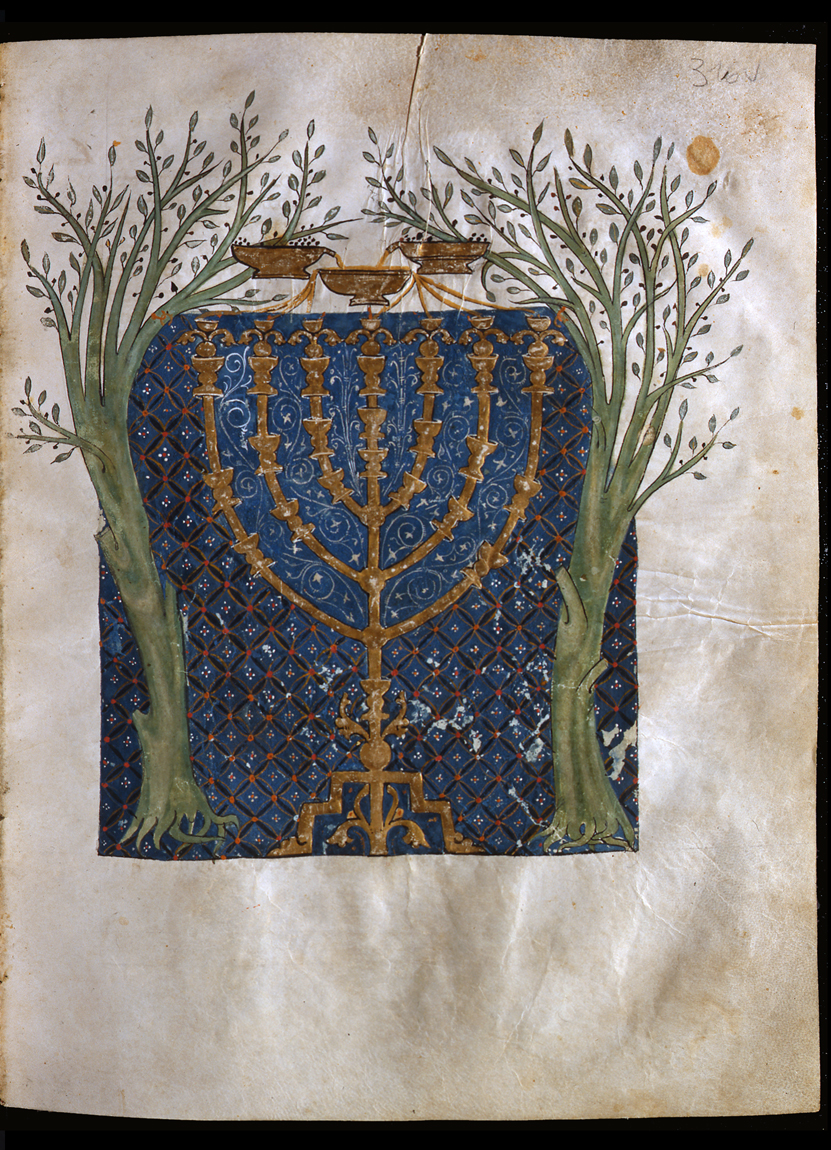
Karta z Biblii de Cervera znajdującej się w zbiorach Biblioteki Narodowej Portugalii

### Książki i manuskrypty
W Bibliotece Narodowej Portugalii znajduje się wiele rzadkich książek i manuskryptów. Zbiór manuskryptów powstał na bazie sześciu kolekcji, z dokumentów bibliotecznych i archiwalnych pochodzących od XII wieku do lat obecnych. Zbiór zawiera ok. 15 tysięcy kodeksów i 36 tysięcy rękopisów.
Kolekcja rzadkich książek liczy sobie ok. 30 tysięcy woluminów, podzielone na dwa działy na podstawie wieku: do 1500 roku (inkunabuły) i od 1501 roku (białe kruki). Zbiory podzielone są również na podstawie innych kryteriów, np. tematycznych, rodzajów druku lub cech szczególnych.

### Inkunabuły
W zbiorach biblioteki znajduje się 1597 inkunabułów pochodzących sprzed roku 1500, wśród nich m.in. kopia Biblii Gutenberga. Są to unikaty na skalę światową. Kolekcja starodruków pochodzi głównie z bibliotek klasztornych, w tym klasztoru São Francisco de Xabregas oraz z prywatnych zbiorów m.in. portugalskiego pisarza Francisca Manuela de Melo.

### Iluminowane kodeksy
Biblioteka Narodowa Portugalii posiada w swoich zbiorach 239 iluminowanych kodeksów pochodzących z XII-XIX wieku. Tak jak inkunabuły, kodeksy trafiły do biblioteki z mniejszych kolekcji klasztornych, które zostały zamknięte w 1834 roku, czy też z prywatnej biblioteki Manuela do Cenácula, biskupa diecezji Beja i arcybiskupa Évory, założonej w 1797 roku. W 1852 roku zbiory biblioteczne powiększyły się o kolekcję Francisca de Melo Manuela.
Zbiory obejmują szeroką gamę tematyczną, od dzieł liturgicznych, teologicznych i patrystyki oraz tzw. godzinek, po księgi reguł zakonnych i zobowiązań klasztornych, księgi rodzinne oraz w mniejszej ilości kodeksy z utworami literackimi i pismami prawniczymi. Do najcenniejszych rękopisów iluminowanych w zbiorach Biblioteki Narodowej Portugalii należą: Biblia Cervera – XIII-wieczna Biblia hebrajska, będąca przykładem wysokiego kunsztu miniatorskiego Josepha Asarfatiego, powstała w latach 1299–1300; Godzinki królowej Eleonory z około 1470, ozdobione przez Willema Vrelanta; atlas Fernão Vaz Dourada z 1576 roku, zawierający 17 iluminowanych map; Descrição da fortaleza de Sofala e das mais da Índia z 1636 roku autorstwa Antónia Mariza Carneiry z 48 planami wykonanymi akwarelą.

## Archiwa
Biblioteka Narodowa Portugalii posiada dwa rodzaje archiwum: Archiwum Historyczne i Archiwum Portugalskiej Kultury Współczesnej. W Archiwum Historycznym znajdują się dokumenty archiwalne pochodzące z różnych źródeł, szczególnie z archiwów prywatnych i rodzinnych. Najstarsze dokumenty pochodzą z XI wieku. W sumie w archiwum znajduje się 466 osobnych kolekcji lub ich części.
W Archiwum Portugalskiej Kultury Współczesnej (ACPC) znajdują się zbiory osobistych dokumentów 148 pisarzy portugalskich XIX- i XX-wiecznych; swoje zbiory dokumentów i prywatnych zapisków mają m.in. Fernando Pessoa, Camilo Castelo Branco, Camilo Pessanha, Antero de Quental, Oliveira Martins, Jaime Cortesão Raúl Proença Vitorino Nemésio, Vergílio Ferreira czy José Saramago.